# Cocody Rock!
Pour les articles homonymes, voir Cocody (homonymie).
 (juillet 2017).
Si vous disposez d'ouvrages ou d'articles de référence ou si vous connaissez des sites web de qualité traitant du thème abordé ici, merci de compléter l'article en donnant les références utiles à sa vérifiabilité et en les liant à la section « Notes et références ».
Albums de Alpha Blondy
Jah Glory
(1982) Apartheid Is Nazism
(1985)
Cocody Rock!!! est le second album du chanteur de reggae ivoirien Alpha Blondy, sorti en 1984.

## Liste des titres
Toutes les chansons sont écrites et composées par Alpha Blondy.
| No  | Titre                     | Durée |
| --- | ------------------------- | ----- |
|     | 'Face A'                  |       |
| A1. | Cocody Rock               | 4:58  |
| A2. | Téré                      | 4:21  |
| A3. | Super Powers              | 5:16  |
|     | 'Face B'                  |       |
| B1. | Interplanetary Revolution | 4:37  |
| B2. | Fangandan Kameleba        | 5:32  |
| B3. | Bory Samory               | 5:07  |

| Titres bonus - Réédition remastérisée États-Unis (VP Records, 2010) | Titres bonus - Réédition remastérisée États-Unis (VP Records, 2010) | Titres bonus - Réédition remastérisée États-Unis (VP Records, 2010) | Titres bonus - Réédition remastérisée États-Unis (VP Records, 2010) | Titres bonus - Réédition remastérisée États-Unis (VP Records, 2010) | Titres bonus - Réédition remastérisée États-Unis (VP Records, 2010) | Titres bonus - Réédition remastérisée États-Unis (VP Records, 2010) | Titres bonus - Réédition remastérisée États-Unis (VP Records, 2010) | Titres bonus - Réédition remastérisée États-Unis (VP Records, 2010) | Titres bonus - Réédition remastérisée États-Unis (VP Records, 2010) |
| No                                                                  | Titre                                                               | Durée                                                               |                                                                     |                                                                     |                                                                     |                                                                     |                                                                     |                                                                     |                                                                     |
| ------------------------------------------------------------------- | ------------------------------------------------------------------- | ------------------------------------------------------------------- | ------------------------------------------------------------------- | ------------------------------------------------------------------- | ------------------------------------------------------------------- | ------------------------------------------------------------------- | ------------------------------------------------------------------- | ------------------------------------------------------------------- | ------------------------------------------------------------------- |
| 7.                                                                  | Cocody Rock (Dub version)                                           | 5:41                                                                |                                                                     |                                                                     |                                                                     |                                                                     |                                                                     |                                                                     |                                                                     |
| 8.                                                                  | Téré (Dub version)                                                  | 5:52                                                                |                                                                     |                                                                     |                                                                     |                                                                     |                                                                     |                                                                     |                                                                     |
| 42:24                                                               |                                                                     |                                                                     |                                                                     |                                                                     |                                                                     |                                                                     |                                                                     |                                                                     |                                                                     |

## Crédits
| - Alpha Blondy : chant - Aston "Family Man" Barrett, Kamassa Seth : basse - Afri Lue Eugène : guitare rythmique, guitare solo - Christian Polloni, Earl "Chinna" Smith : guitare solo - François Cuffy, Julie Morillon, Lloyd "Gitsy" Willis : guitare rythmique - Earl "Wire" Lindo, Georges Kouakou : claviers - Martin Meissonnier, Robbie Lyn : synthétiseur - Harry Powell : percussions - Carlton Barrett, Michel Abihssira : batterie - Egbert Evans, Glen DaCosta : saxophone - David Madden, Patrick Tenyue : trompette - Annette Lowman, Eugénie Kuffler, Jocelyne Béroard, Paula Moore, Véronique Koné : chœurs | - Production, composition, arrangements : Alpha Blondy - Ingénierie : Dennis Bovell, Errol Brown, Francis Personne, Hervé Le Coz - Mixage : Dennis Bovell - Enregistrement : Francis Personne - Design : Wicked And Wild - Photographie : Hélène Lee |